# Amegilla spilostoma
Amegilla spilostoma là một loài Hymenoptera trong họ Apidae. Loài này được Cameron mô tả khoa học năm 1905.
Loài này phân bố ở Zimbabwe.